# Lanvollon
Lanvollon es una comuna francesa situada en el departamento de Côtes-d'Armor, en la región de Bretaña.

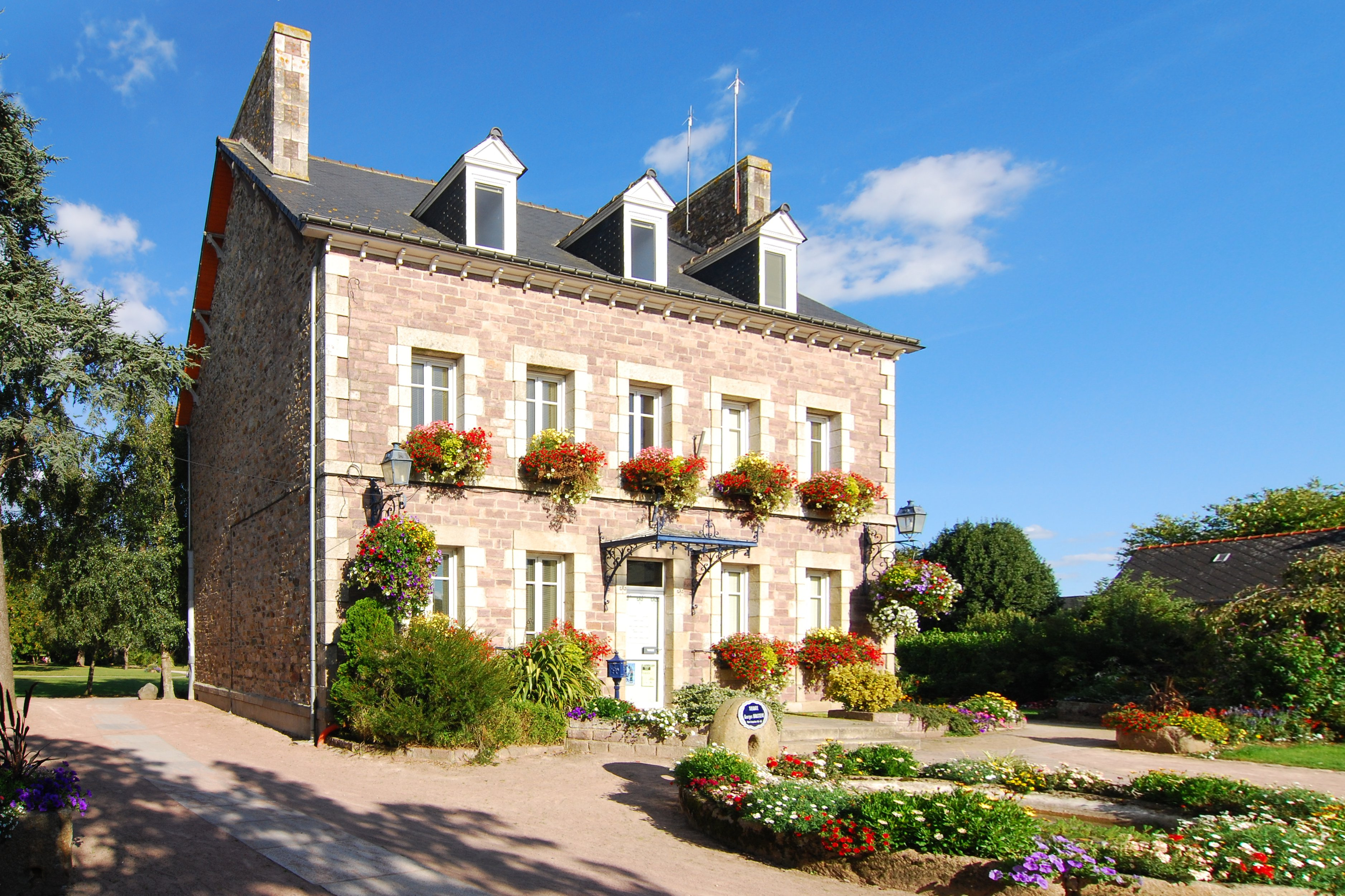
Edificio del Ayuntamiento

## Demografía
| 1075 | 1111 | 1358 | 1423 | 1427 | 1388 | 1780 |
| Para los censos de 1962 a 1999 la población legal corresponde a la población sin duplicidades (Fuente: INSEE [Consultar]) |      |      |      |      |      |      |